# Corrente contínua
Corrente contínua (CC ou DC do inglês direct current) é o fluxo ordenado de elétrons num único sentido mediante a presença de uma diferença de potencial, diferentemente da corrente alternada, na qual o sentido do movimento dos elétrons varia no tempo.  
Os elétrons fluem do pólo negativo para positivo, o que é chamado de sentido real da corrente elétrica. Na análise de circuitos elétricos, por convenção, os elétrons fluem do pólo positivo para o polo negativo, que recebe a denominação de sentido convencional da corrente elétrica, que acompanha o sentido do campo elétrico. 

## Tipos de correntes contínuas
As correntes contínuas podem ser constantes ou pulsantes.

Tipos de Correntes.

Correntes contínuas constantes: A CC é considerada constante quando sua intensidade e sentido não se altera com o passar do tempo. É comumente encontrada em pilhas e baterias.
O gráfico, assim como a forma de onda dessa corrente é um segmento de reta constante.
Correntes contínuas pulsantes: Nesse modelo, a corrente tem seu sentido constante, porém o fluxo de elétrons no interior do fio se comporta como pulsos, fazendo com que a intensidade passe por variações no decorrer do tempo.
Geralmente é encontrada em circuitos retificadores de corrente alternada.
Como a corrente não muda de sentido, sua forma de onda nunca troca de sinal.